# Drieheiligenkathedraal (Mahiljow)
De Kathedraal van de drie Heilige Hierarchen (Wit-Russisch: Кафедральны сабор Трох Свяціцелей) is het belangrijkste Russisch-orthodoxe kerkgebouw in de Wit-Russische stad Mahiljow. De kathedraal werd gewijd aan de drie heilige hiërarchen Basilius de Grote, Gregorius de Theoloog en Johannes Chrysostomus. Het gebouw betreft een typisch Russische kerk, heeft zeven uivormige koepels en een kruis als grondvorm.

## Geschiedenis
De eerste steen van de kerk werd gelegd in 1903. De bouw vond plaats onder toezicht van de lokale architect P. Kalinin en duurde 11 jaar. In het jaar 1914 werden de bouwwerkzaamheden voltooid. Tijdens de Eerste Wereldoorlog, toen de stad het hoofdkwartier van het Russische leger was, bracht tsaar Nicolaas regelmatig een bezoek aan de kathedraal om er te bidden. Na de revolutie bleef de kerk met onderbrekingen nog lang geopend, maar werd ten slotte in 1961 toch nog gesloten voor de eredienst. Vanaf dat moment werd de kathedraal als clubgebouw van een groot industrieel bedrijf gebruikt. De toren werd vernield, de koepels werden afgebroken en de religieuze symbolen verwijderd. Na het herstel van het diocees ijverde aartsbisschop Maksim voor teruggave van de kathedraal. Dankzij zijn inspanningen en verzoeken van gelovigen werd de kathedraal na 30 jaar teruggegeven en kon het gebouw op 25 december 1989 opnieuw worden ingewijd. De kathedraal is tegenwoordig weer volledig hersteld en is een van de mooiste monumenten van de stad.